# Výčapy-Opatovce
Výčapy-Opatovce és un poble i municipi d'Eslovàquia que es troba a la regió de Nitra, al sud-oest del país.

## Història
La primera menció escrita de la vila es remunta al 1239.

## Demografia
| Godina             | 1994 | 2004   | 2014   | 2024   |
| ------------------ | ---- | ------ | ------ | ------ |
| Nombre de persones | 2151 | 2125   | 2188   | 2137   |
| Diferència         |      | −1,20% | +2,96% | −2,33% |

| Godina             | 2023 | 2024   |
| ------------------ | ---- | ------ |
| Nombre de persones | 2153 | 2137   |
| Diferència         |      | −0,74% |